# Trendgröße
Eine Trendgröße beschreibt in der technischen Analyse von Börsenkursen die Klassifikation eines Trends.
Die Klassifikation eines Börsentrends geht ursprünglich auf Charles Dow zurück. „Nach Dow gibt es drei Trends, den primären, den sekundären und unbedeutende, die er mit den Tiden, Wellen und Gekräusel der Wasseroberfläche des Ozeans verglich. Der primäre Trend steht für Ebbe und Flut, der sekundäre oder mittelfristige Trend repräsentiert die Wellen, die die Gezeiten bilden, und die untergeordneten Trends verhalten sich wie die Kräuselungen auf den Wellen.“
Kommt es zu der Frage, welcher Trend in einem Markt vorliegt, so müsste diese Frage weiter spezifiziert werden, welcher Trend dabei betrachtet wird. Jede Trendgröße kann dabei verschiedene Zeiträume annehmen. Dow ordnete den Trends verschiedene Zeiträume zu, um diese besser klassifizieren zu können.
- Primärer Trend – Länger als ein Jahr[3]

- Sekundärer Trend – Drei Wochen bis zu vielen Monaten[3]

- Kurzfristige Trends – Kürzer als zwei bis drei Wochen[3]

In der Abbildung ist die Verschachtelung der jeweiligen Trendgrößen schematisch dargestellt. Es wird deutlich, dass die kurzfristigen und sekundären Trends Bestandteile des primären Trends sind. Die Markttechnik nennt dieses Phänomen den Matroschka-Effekt der Zeiteinheiten. 

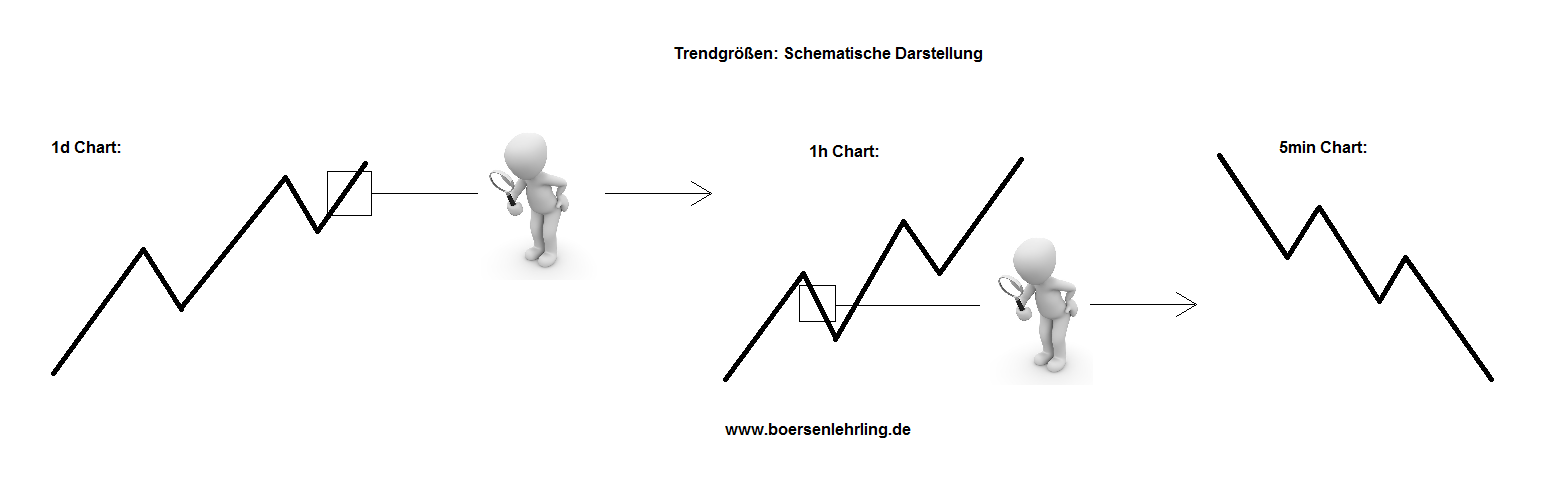
Schematische Darstellung von verschachtelten Trends. Quelle: https://www.boersenlehrling.de/